# Diocleinae
La subtribu Diocleinae es una de las subdivisiones de la familia de plantas Fabaceae, que incluye a las legumbres. El género tipo es Dioclea Kunth.

## Géneros
- Camptosema Hook. & Arn.
- Canavalia Adans.
- Cleobulia Mart. ex Benth.
- Collaea DC.
- Cratylia Mart.
- Dioclea Kunth
- Galactia P. Browne
- Luzonia Elmer
- Macropsychanthus Harms ex K. Schum. & Lauterb.
- Neorudolphia Britton
- Rhodopis Urb.